# Ana Radović
Ana Radović nació el 21 de agosto de 1986 en Sarajevo, es una ex jugadora de balonmano montenegrina.

## Trayectoria
Radović comenzó su carrera en el ŽRK Medicinar Šabac antes de fichar por el ŽRK Budućnost en octubre de 2005. Con este equipo logró importantes títulos, incluyendo la Recopa de Europa de balonmano en 2006 y 2010. Pero su máximo triunfo fue la Liga de Campeones de la EHF de 2012. Además, con el ŽRK Budućnost  se proclamó campeona de Liga y Copa de Montenegro de forma consecutiva entre 2006 y 2012.
En el verano de 2012, Radović fichó por el club danés KIF Vejen. Un año más tarde, regresó al ŽRK Medicinar Šabac, su antiguo equipo en Serbia. En octubre de 2016, hizo historia al anotar 21 goles en un solo partido de liga, estableciendo un nuevo récord en la máxima categoría del balonmano serbio. Se retiró al finalizar la temporada 2017-2018.

### Clubes
- -2005:  RK Medicinar Šabac
- 2006–2012:  ŽRK Budućnost Podgorica
- 2012-2013:  KIF Vejen
- 2013-2018:  ŽRK Medicinar Šabac
- 2024-:ŽRK Loznica Grad

### Selección nacional
Radović jugó para la selección nacional de balonmano femenina de Montenegro . Representó a Montenegro en el Campeonato Mundial de Balonmano Femenino de 2011 en Brasil.
En el verano de 2012, Radović participó con Montenegro en el torneo olímpico de Londres 2012, donde ganó la plata olímpica.

## Títulos y trofeos

### De clubes
- 1 x Champions League (2011/12)
- 2 x Recopa de Europa (2005/06, 2009/10)
- 6 x Liga de Montenegro (2006/07, 2007/08, 2008/09, 2009/10, 2010/11 y 2011/12)
- 7 x Copa de Montenegro (2005/06, 2006/07, 2007/08, 2008/09, 2009/10, 2010/11, 2011/12)
- 1 x Liga de Serbia y Montenegro (2005/06)

### De selección
- 1 x  Medalla de plata en los Juegos Olímpicos 2012.